# Carbonne
Carbonne (okzitanisch: Carbona) ist eine französische Kleinstadt mit 5.650 Einwohnern (Stand: 1. Januar 2022) im Département Haute-Garonne in der Region Okzitanien (zuvor Midi-Pyrénées). Sie gehört zum Arrondissement Muret und zum Kanton Auterive. Die Einwohner werden Carbonnais(es) genannt.

## Geographie
Carbonne liegt an der Garonne, in die hier die Arize mündet, etwa 35 Kilometer südsüdwestlich von Toulouse. Umgeben wird Carbonne von den Nachbargemeinden Longages im Norden, Capens im Nordosten, Marquefave im Osten, Lacaugne und Latrape im Südosten, Rieux-Volvestre im Süden, Salles-sur-Garonne im Südwesten, Lafitte-Vigordane im Westen sowie Peyssies im Nordwesten.

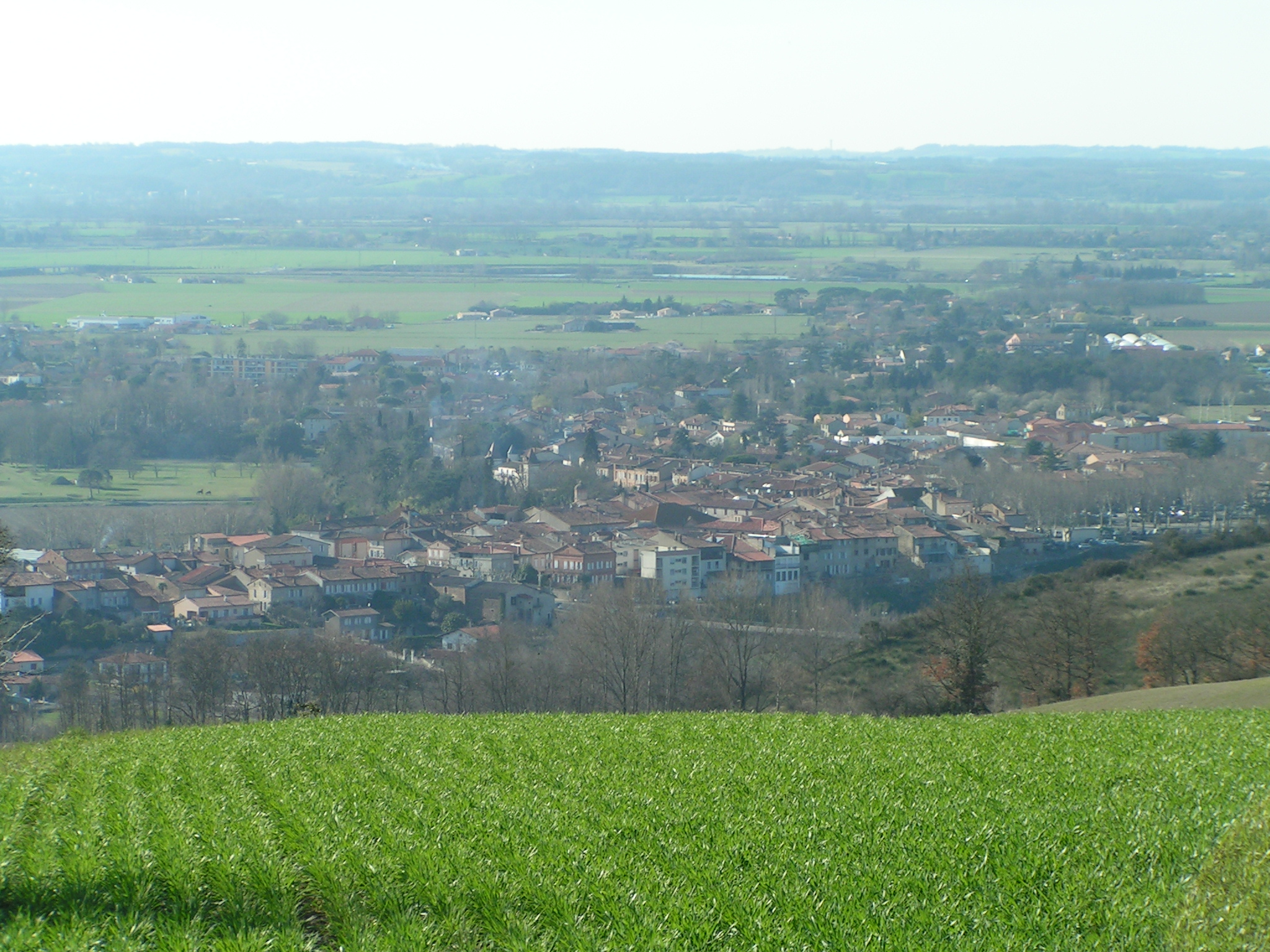
Blick auf Carbonne
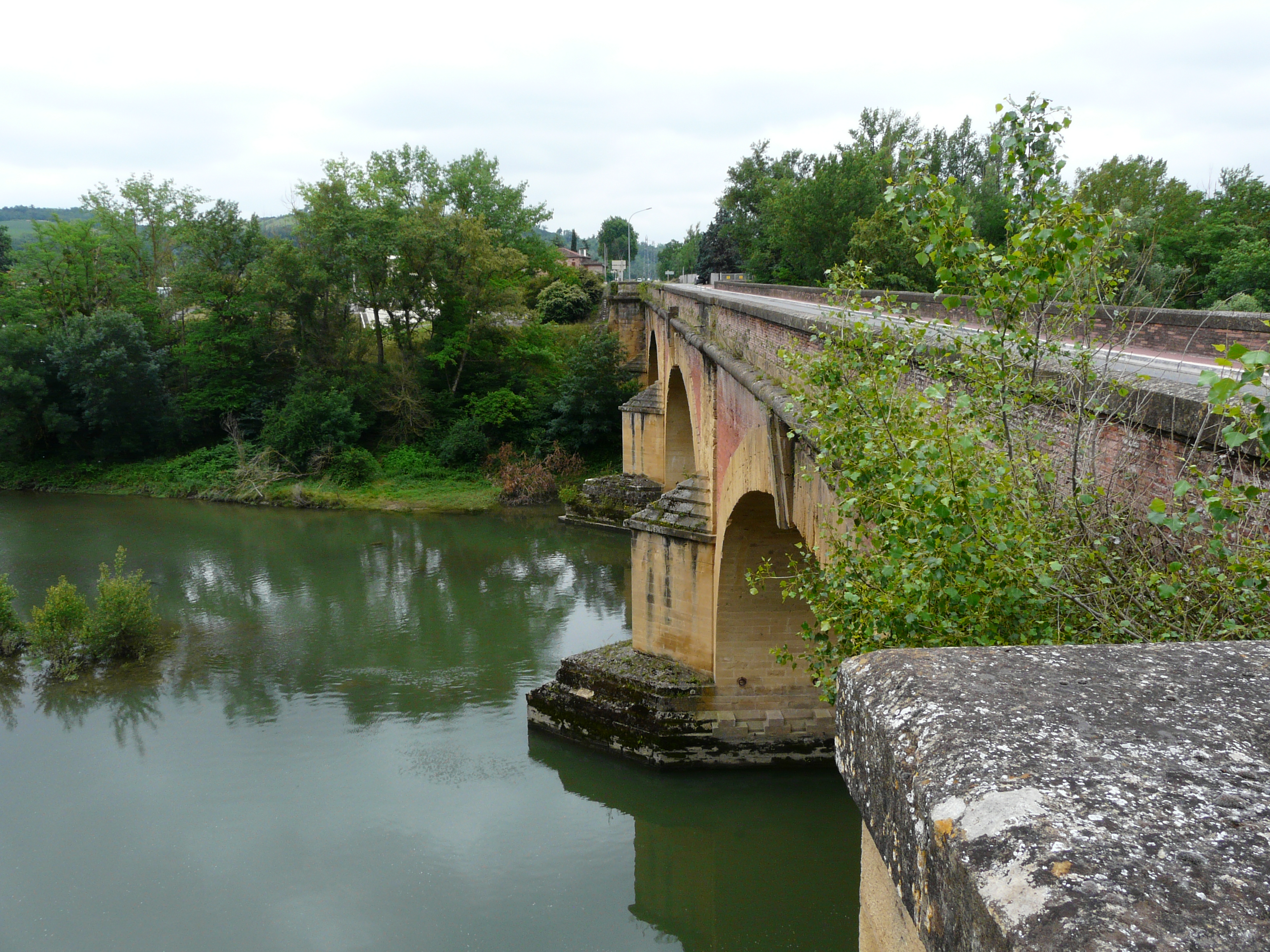
Brücke über die Garonne

Durch die Gemeinde führen die Autoroute A64, die frühere Route nationale 117 sowie die früheren Route nationale 622, Route nationale 626 und Route nationale 627. Der Bahnhof von Carbonne liegt an der Bahnstrecke Toulouse–Bayonne.

## Geschichte
Carbonne wurde erstmals 1145 in einer Stiftung des Barons von Tersac an die Abtei von Bonnefont urkundlich erwähnt. 1256 wurde dort die Bastide Carbonne errichtet.
1799 kämpften hier die Royalisten gegen die Republikaner in der Schlacht von Carbonne, die mit dem Sieg der Royalisten endete.

### Bevölkerungsentwicklung
| Jahr                       | 1962 | 1968 | 1975 | 1982 | 1990 | 1999 | 2011 | 2020 |
| Einwohner                  | 2625 | 3222 | 3218 | 3596 | 3795 | 3692 | 5185 | 5841 |
| Quellen: Cassini und INSEE |      |      |      |      |      |      |      |      |

## Sehenswürdigkeiten

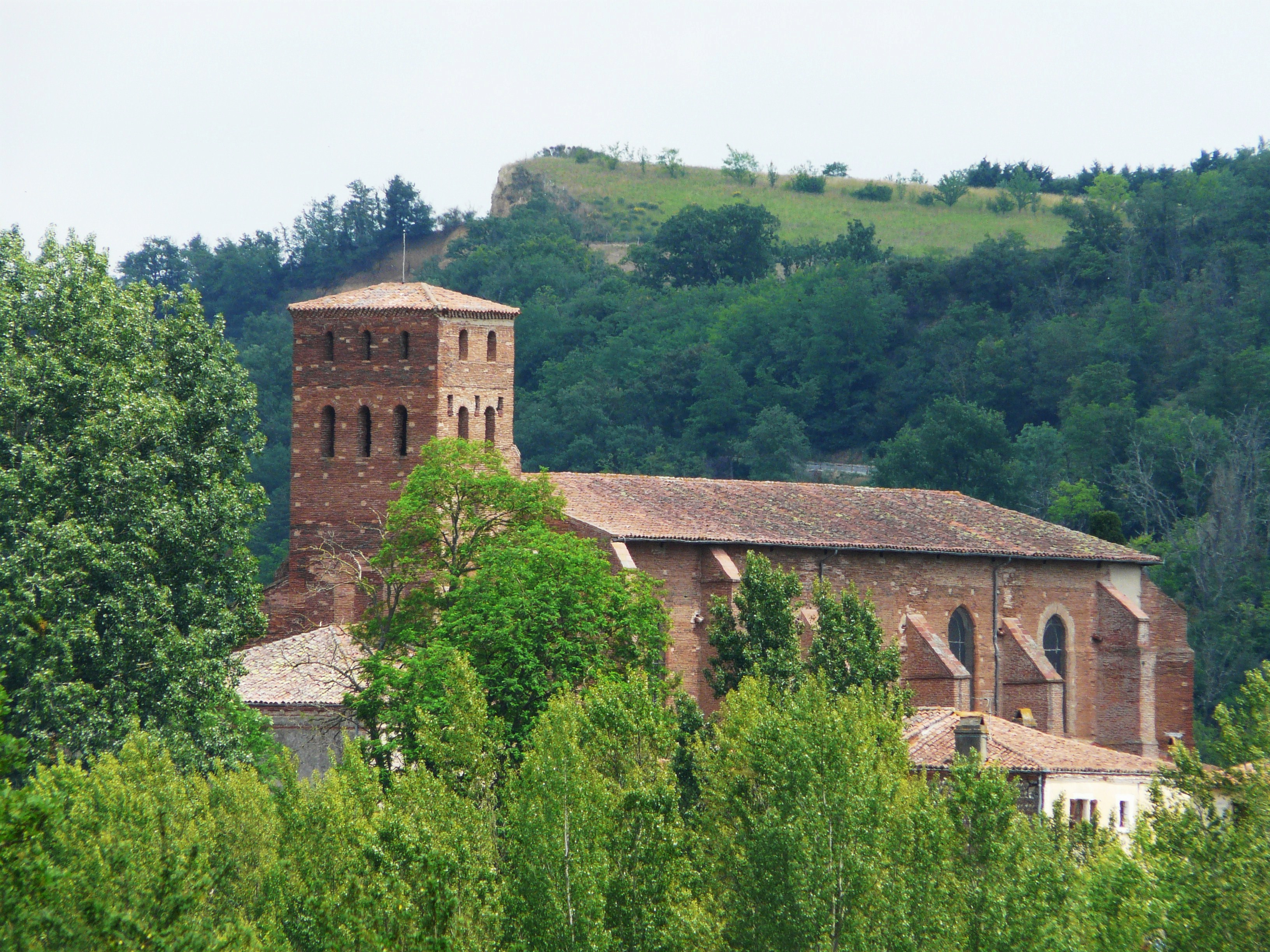
Kirche Saint-Laurent

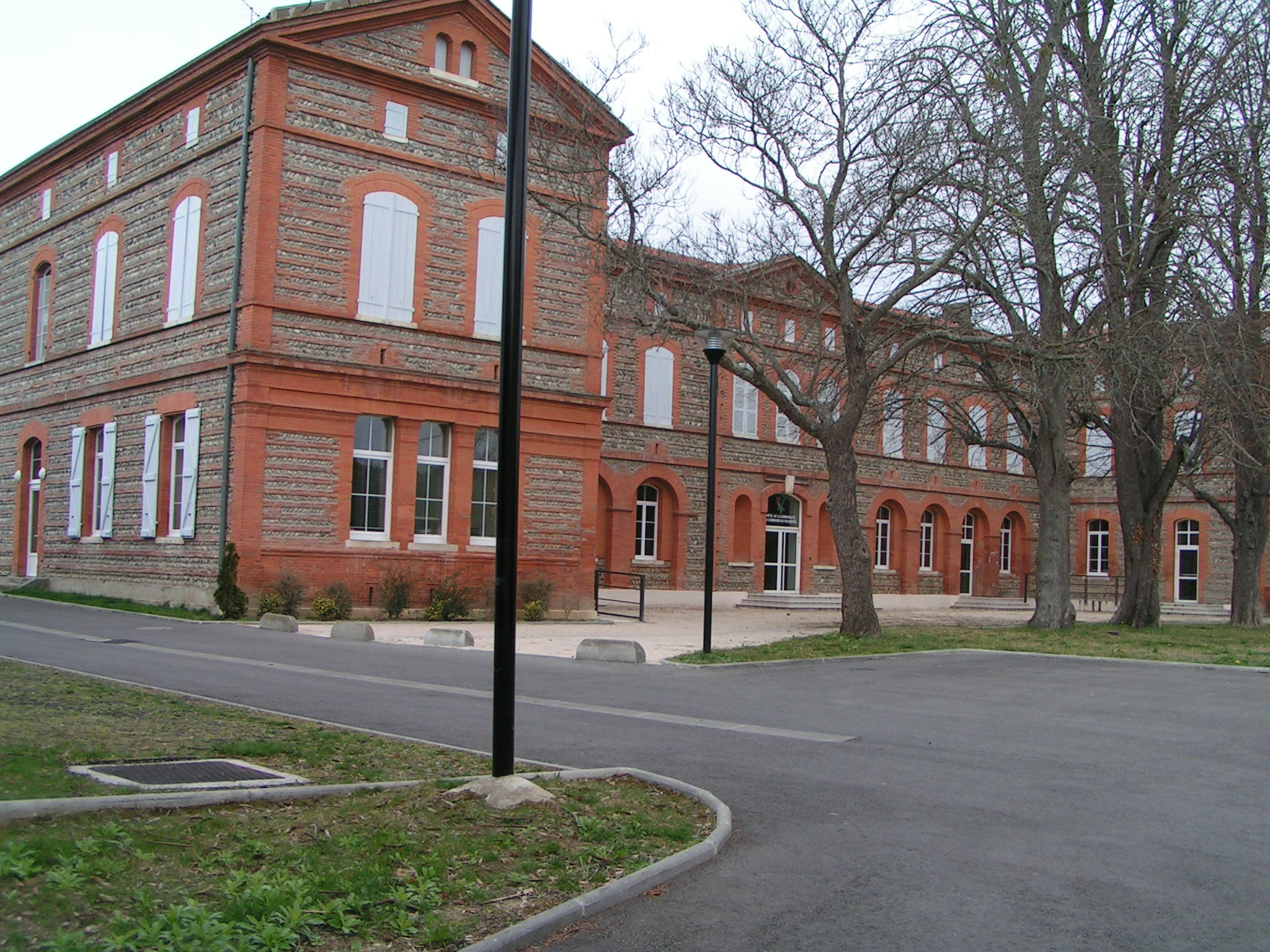
Haus Jallier

- Kirche Saint-Laurent, erbaut im 14. Jahrhundert (Monument historique)
- Taubenturm
- Museum André Abbal
- Haus Jallier
- Ruinen des Schlosses Terrasse

Siehe auch: Liste der Monuments historiques in Carbonne

## Persönlichkeiten
- André Abbal (1876–1953), Bildhauer

## Städtepartnerschaften
Mit folgenden Gemeinden pflegt Carbonne Partnerschaften:
- Galliera Veneta, Provinz Padua (Venetien), Italien
- Monmouth, Monmouthshire (Wales), Großbritannien
- Korschenbroich, Nordrhein-Westfalen, Deutschland, seit 1988
- Fuente Obejuna, Provinz Córdoba (Andalusien), Spanien